# Infrastrukturkommissionen
Infrastrukturkommissionen var en kommission nedsat af regeringen med medlemmer bestående af forskere inden for transport- og nationaløkonomi, repræsentanter fra transportorganisatiner og brugere af transportsystemet. Kommissionen fik til opgave "at analysere de fremtidige infrastrukturbehov på transportområdet, og komme med forslag og strategier til håndtering af de langsigtede udfordringer for transportinfrastrukturen". Kommissionen holdt sit første møde den 30. november 2006, og afgav sin endelige betænkning den 10. januar 2008.

## Opgaver
Kommissionen skulle vurdere de overordnede valgmuligheder, der kan tages i anvendelse for at forbedre trafikken under hensyntagen til natur, miljø og trafiksikkerhed.

## Kommissionens arbejde
Der blev afholdt et to konferencer (Transportkonferencen og midtvejskonferencen) samt udarbejdet en række arbejdspapirer og notitser.
Blandt kommissionens udgivelser har arbejdspapirerne i forbindelse med et mødet i august 2007 nok haft størst indvirkning på den offentlige debat. Det var her Trafikstyrelsen og Vejdirektoratet kort redegjorde for muligheden for en Kattegat-forbindelse.
I den endelige betænkning indentificerede kommissionen seks indsatsområder.
1. Ringforbindelserne skal sluttes i hovedstadsområdet på både vej og bane
  - Det anbefales, at der snarest muligt træffes beslutning om løsning for jernbanen mellem København og Ringsted, og at der tages stilling til en udvidelse af Nordvestbanen. Mulighederne for ekstra spor i S-togskorridoren mod Hillerød skal undersøges. På vejnettet skal ITS udnyttes bedre, og der skal træffes beslutning om udvidelse af motorvejene.
  - På længere sigt lyder anbefalingen, at kapaciteten øges på Københavns Hovedbanegård, i "Røret" mellem Østerport og Hovedbanegården samt i Metroen.
2. En samlet plan for udviklingen af infrastrukturen i byregion Østjylland
  - Det anbefales, at den samlede plan for byregion Østjylland indeholder forslag til, hvordan den kollektive trafik styrkes. Der skal udarbejdes grundlag for en letbaneløsning ved Århus. Der skal tages beslutning om udbygning af motorvejskapaciteten på og omkring Vejlefjordbroen og på Vestfyn. Muligheden for en jernbane over Vejle Fjord skal analyseres.
3. Effektiv opkobling af de enkelte landsdele til de overordnede transportkorridorer og knudepunkter
  - Det anbefales, at udvikling og forbedring af forbindelsesveje til den overordnede infrastruktur undersøges nærmere. Herudover skal mulighederne for kørsel med modulvogntog på statsvejene undersøges.
4. Danmarks porte mod udlandet skal indgå som en central del af et effektivt transportnetværk
  - Det anbefales bl.a., at kapaciteten ved krydsning af Limfjorden udvides.
5. Intelligente teknologiske løsninger skal sikre optimal udnyttelse af infrastrukturen
  - Det anbefales, at et landsdækkende trafikinformationssystem udbredes. Der skal være øget anvedelse af dynamisk skiltning om hastigheder, rejsetider og alternative ruter. Man skal lave forsøg med adaptive lyssignaler, rampedosering, vendbare vognbaner og inddragelse af nødspor som kørebaner.
6. Indsatsen for at begrænse transportens miljø- og klimapåvirkning skal intensiveres
  - Det anbefales, at alternative og miljørigtige drivmidler hurtigt implementeres. Initiativer til effektiv og smidig trafikafvikling overvejes.

## Det fremtidige arbejde
Den 29. januar 2009 fremlagde en bredt flertal af Folketingets partier en aftale om den den danske transportpolitik, hvor de bl.a. blev enige om kortlægge fremtidens trafikale udfordringer og løsningsmuligheder. Dette skal ske gennem to nye kommissorier, som begge skal aflægge en delrapportering i efteråret 2011 og en endelig analyse i efteråret 2013.

### Kommissorium for strategisk analyse af udbygningsmulighederne i Østjylland
Det ene kommissorium skal fokusere på Østjylland og bl.a. se på
- Mulighederne for at realisere timemodellen mellem Odense og Århus
- Trængselsproblemerne på Vejlefjordbroen
- En ny broforbindelse mellem Bogense og Juelsminde
- En ny midtjysk motorvejskorridor
- En ny fast bane- og vejforbindelse over Kattegat

### Kommissorium for strategisk analyse af udbygningsmulighederne i hovedstadsområdet
Det andet kommissorium skal fokusere på de trafikale udfordringer i hovedstadsområdet og bl.a. se på
- Fuldautomatisk S-banedrift og muligheder for overhalingsspor
- Stationskapaciteten ved Københavns Hovedbanegård
- Yderligere opgradering af Ring 4 samt en mulig Ring 5-korridor mellem Køge og Helsingør
- Anlæg af østlig ringvejsforbindelse/havnetunnel
- Styrkelse den kollektive trafik i Ring 3 gennem et højklasset bussystem eller en letbane.